# Sarabanda (radioodbiornik)
Sarabanda – polski stołowy radioodbiornik lampowy produkowany w latach 1966–1971 w zakładach Diora należących do zjednoczenia Unitra.
Jest to odbiornik czterozakresowy. Posiada układ elektryczny identyczny z radiem Kankan. Obudowa jest wykonana z bakelitu. Panel przedni składa się z dużego głośnika, trzech pokręteł (głośność, zakresy, strojenie) oraz skali częstotliwości. Z tyłu odbiornika umieszczono gniazdo magnetofonu/gramofonu oraz gniazda antenowe, gniazdo głośnika i zasilania.
Istniała także odmiana oznaczona Sarabanda-II, która nie posiadała zakresu UKF.